# Chrysothlypis
Chrysothlypis is een geslacht van zangvogels uit de familie Thraupidae (tangaren).

## Soorten
Het geslacht kent de volgende soorten:
- Chrysothlypis chrysomelas  – Citroentangare
- Chrysothlypis salmoni  – Rood-witte tangare